# Верх-Кестим
Верх-Кести́м (Верхній Кестим, рос. Верх-Кестым) — присілок в Балезінському районі Удмуртії, Росія.

## Населення
Населення — 42 особи (2010; 65 в 2002).
Національний склад станом на 2002 рік:
- удмурти — 94 %